# DJ Neophyte
Jeroen Streunding, född 1971, är en nederländsk musikproducent och DJ inom elektronisk dansmusik, känd på gabberscenen under artistnamnet DJ Neophyte och på hardstylescenen som The Beholder. Han spelar också i gabbergruppen Neophyte.
Han startade 1992 gruppen Neophyte och 1999 skivbolaget Neophyte Records. Bland hans mer kända verk finns Muil Houwe (med MC Ruffian) och Alles Kapot (med Evil Activities).